# 地元いーとこショウアップ!
『地元いーとこショウアップ!』（じもといーとこショウアップ!）はニッポン放送で2016年10月2日から2017年3月26日まで放送された地域情報番組。放送時間は毎週日曜 17:30 - 20:00。

## 概要
この番組ではその週にあった東京・神奈川・千葉・埼玉の1都3県の「おもしろニュース」を伝えるとともに、翌週のこの地域のイベントも紹介していくもので、首都圏にあるプロ野球のチームの情報も伝える。

## 出演者
肩書き無しはニッポン放送アナウンサー

### パーソナリティ
- 洗川雄司

## 内包番組
- 18:00 - 18:50 渡部陽一 明日へ喝!
  - 独立番組時代の時間帯のまま放送。本番組終了後も引き続き同時間帯で継続している。
- 19:10 - 19:30 板東英二 プロ野球バンバン伝説
  - ナイターイン編成の月曜 18:00 - 18:20から枠移動。洗川が以前からアシスタントとして出演しているため、番組内コーナーの体裁となる。本番組終了後は月曜日の元の時間に戻って継続。
- 19:40 - 19:50 サンドウィッチマンの東北魂
  - 独立番組時代の18:50 - 19:00から放送時間帯を移動。本番組終了後は日曜21:50 - 22:00に枠移動して継続。